# Zvi Berenson
 Zvi Berenson (hebreo: צבי ברנזון, 26 de febrero de 1907 - 30 de enero de 2001) fue un jurista israelí que se desempeñó como juez en la Corte Suprema de Israel. Fue uno de los redactores de la Declaración de Independencia de Israel en 1948.

## Biografía
Moshé-Yehoshua-Zvi nació en Safed el 26 de febrero de 1907, en una familia de comerciantes. Tenía tres hermanos: Eliahu, Rebecca y Raquel. Su padre, Chaim, era un comerciante mayorista en una tienda de comestibles variados, un minimercado. Falleció por la fiebre tifoidea durante la Primera Guerra Mundial, cuando Zvi era sólo un niño, a sus 7 u 8 años. Su madre era un miembro más de una familia de Rabinos, encabezados por el renombrado Rebe de Sedighora. Tras la muerte de su padre, su madre se hizo cargo del negocio familiar para poder mantenerlos. Su hermana, Rebecca, debió abandonar sus estudios para ayudar a su madre con las tareas del hogar.
Su madre permitió que su educación fuera libre y progresiva, pese a guardar todos los mandamientos religiosos y administrar la casa de manera tradicional. Aprendió a leer y escribir con un Rabá. En su juventud estudió en un cheder y una yeshivá antes de estudiar en la primera escuela hebrea establecida en Safed, desde 1919 hasta 1922, donde además eligió estudiar un idioma extranjero para expandir sus oportunidades académicas. En 1923 comenzó a estudiar en el Colegio de Misión Escocesa, universidad escocesa en Safed, hasta 1926. También dio clases allí de hebreo y matemáticas, entre 1929 y 1931. Continuó estudiando matemática y física, y recibió un doctorado en ciencias en 1929. Además, recibió una beca del gobierno del Mandato Británico para estudiar en el Reino Unido. De 1932 a 1934 estudió Ciencias Naturales en la Universidad de Cambridge y recibió un título de grado. Además, estudió derecho y obtuvo el título de abogado, e hizo los exámenes de matriculación para poder ejercer en su tierra natal.
Se casó con Hannah Wolf, inmigrante polaca, en 1931 en Inglaterra. Estuvieron juntos 63 años, y tuvieron dos hijos, Ilana y Chaim. Luego de los estudios de Zvi, volvieron juntos a Tel Aviv, donde terminó su especialidad de abogado al hacer una pasantía en una firma famosa y conocida en la oficina de Zamora-Rosenblit-Krongold-Bar-Shira. Hannah trabajaba como enfermera en el Hospital Hadassah en ese momento. Zvi fue un miembro activo de la Haganá durante estos años. Más tarde, en 1936, se asentó en Jerusalén con Hannah.

## Carrera profesional
Después de regresar a Palestina, se especializó en el bufete de abogados Zmora Korngold y Bar-Shira y recibió su licencia de abogado. Trabajó como asesor jurídico de la federación laboral Histadrut de 1934 a 1948. En 1948, redactó el primer borrador de la Declaración de Independencia de Israel. Berenson también ayudó a elaborar recomendaciones para leyes laborales y programas de seguro nacional en el nuevo estado.

### Sus años en la Histadrut
Se especializó en una oficina que dio asesoría legal a la Histadrut. Para ese momento, la asociación estaba dividida en una rama jurídica y una rama económica a la que pertenecían todas las cooperativas y empresas. El secretario general de la Asociación de ese momento era David Remez, quien le pidió a Berenson que lo acompañara a la Asamblea General de una de las empresas económicas de la asociación para presidir la reunión y garantizar la legalidad. Más tarde se convirtió en asesor legal y, al mismo tiempo, tuvo un puesto como Director del Departamento Municipal de la Asociación y trabajó para establecer y ampliar el gobierno local legítimo de la comunidad judía del país. También creó consejos regionales en los asentamientos agrícolas.
Durante este período, hubo una lucha en la comunidad judía por emplear trabajadores judíos en vez de árabes. Casi no había fábricas en la comunidad. Varias empresas se negaron a firmar cláusulas en donde se les impusiera la obligación de contratar cierto porcentaje de trabajadores judíos. Berenson estuvo presente y formó parte de varios juicios que se desarrollaron en 1944. Estos consiguieron que la Asociación tuviera el derecho de imponer restricciones en el trabajo y obligar a la otra parte a cumplirlas

### Desarrollo en el gobierno local
A medidados de los años ’30, se desempeñó como director del Departamento Municipal de la Asociación, en donde se concentró en el desarrollo de un gobierno local judío en el país. Berenson estaba a favor de la cooperación con el gobierno del mandato en el país, ya que el mandato era la autoridad legítima en Palestina y solo con su ayuda se podría mejorar el gobierno local judío. Avanzó con la idea de que había que incluir a los asientos y a los kibutzim (partes constituyentes de la comunidad rural judía) en el gobierno local y, además, creó el consejo regional en donde se juntaban varias comunidades para gestionar sus asuntos locales. Redactó la constitución de los consejos regionales.

### Asistencia legal para los trabajadores y legislación laboral
Durante su cargo como asesor legal de la Asociación General cumplía dos funciones principales: por un lado, debía establecer un sistema de leyes laborales que incluyeran un seguro social y, por otro, tenía que representar a los trabajadores que necesitaran asistencia legal sin cobrarles. Relacionado con esto último, se ocupaba de casos vinculados con compensación por daños causados por accidentes laborales o de tráfico. Con el pasar de los años, formó parte de un comité que tenía como objetivo prevenir la mala administración de los tribunales en los juicios laborales. Tuvo un rol protagónico en la modificación del cálculo de las compensaciones ajustado por inflación. Otro ámbito de acción central dentro de la organización fue el de las leyes laborales en el país. Berenson ayudó a elaborar recomendaciones para leyes laborales y programas de seguro nacional. Algunas de las leyes laborales fueron las de accidentes laborales, que establecían los seguros para los trabajadores contra accidentes y pago de compensaciones a las víctimas y sus familias.

### Sus años en el Ministerio de Trabajo de Israel
Luego de la fundación del Estado de Israel, le propusieron ser miembro de la Knesset. Rechazó esa propuesta. Golda Meir renunció a su cargo de embajadora de Israel en Moscú ya que se le ofreció el cargo de ministra de Trabajo. Ella aceptó con la condición de que Berenson fuera desplazado de su cargo de asesor legal de la Histadrut y comenzara a ser director del Ministerio de Trabajo. En 1950, Berenson fue nombrado director general del Ministerio de Trabajo.
En 1954, y mientras ejercía su cargo como director general del Ministerio de Trabajo, el Estado de Israel fue aceptado como miembro de la Organización Internacional del Trabajo. Berenson encabezó la delegación israelí ante la Organización Internacional del Trabajo de 1958 a 1959.
También fundó una asociación de voluntarios para la rehabilitación de los presos, la cual se llamó “Asociación para la Rehabilitación del Preso y el Delincuente” en Jerusalén, de la cual fue presidente. Luego, esta asociación se unió con la del juez Asulai del distrito de Haifa y, posteriormente, también con varias asociaciones de diferentes ciudades. Esta última asociación nacional se conoció como Unión de Asociaciones para la Rehabilitación del Preso y el Delincuente en Israel y Berenson fue su presidente. La asociación funcionó hasta la década de 1980.

### Su cargo como Juez de la Corte Suprema de Israel
En 1954 dio por finalizado su cargo como director general del Ministerio de Trabajo ya que le propusieron ser Juez de la Corte Suprema de Israel. Su nombramiento fue realizado en 1955. Se retiró del cargo el 25 de febrero de 1977. Sus principales contribuciones se dieron en el ámbito del derecho administrativo, las licitaciones públicas, los delitos civiles, el derecho laboral y el derecho de familia. En 1987, la Asociación de Derechos Civiles de Israel le otorgó el Premio de Derechos Humanos Emil Grunzweig por una "larga lista de fallos y determinaciones" que "sentaron las bases para una administración gubernamental adecuada, así como para un control efectivo de esa administración por parte de los tribunales".

## Sus aportes a la Declaración de Independencia de Israel
Días antes de la creación del Estado de Israel en 1948, Felix Rosenblüt (Pinhas Rosen, Primer Ministro de Justicia del Estado de Israel) le pidió a Zvi Berenson que redactara la declaración de la creación del Estado, es decir, la Declaración de la Independencia de Israel. En ese tiempo, Zvi Berenson vivía en Tel Aviv y era asesor legal de la Histadrut.
Como Berenson era un miembro destacado de la élite sionista laborista y asesor legal del sindicato nacional Histadrut en 1948, Zvi Berenson era uno de los abogados más importantes del Yishuv en una de sus instituciones más significativas. El sionismo laborista, en este sentido, tiene una gran presencia en la declaración de Berenson. Esta corriente ideológica era la teoría política dominante del Yishuv y atravesaba las instituciones de la vida económica nacional, como el sindicato Histadrut y los kibutzim rurales. Por su parte, es importante aclarar que, al justificar la independencia sobre la base de la ética del trabajo, Berenson amplió y desarrolló algunos argumentos expuestos en la "Declaración del Establecimiento del Gobierno" de Rubashov, uno de los principales documentos con los que Berenson trabajó.
La estructura política y las suposiciones que subyacen a los objetivos políticos de Berenson deben ser contrastados con los objetivos del borrador original de Mordechai Beham. Pues no solo la estructura narrativa del documento de Berenson, sino también su propio lenguaje, representan una reorientación teórica y política consciente, apartándose de la visión y los principios que caracterizaban el texto de Beham. Mientras que este último sostenía su postura sobre el argumento de los derechos naturales, el texto de Berenson toma un camino completamente diferente, pues ofrece como justificación para la fundación del estado al derecho al trabajo y al sacrificio de los pioneros. En este sentido, en el texto de Berenson, el derecho al trabajo ocupa el lugar del derecho natural de los individuos como fuente de legitimidad para la empresa nacional. El primer párrafo de su declaración lo dice todo: el estado se declara "por derecho del trabajo y sacrificio de los pioneros, constructores y defensores, quienes hicieron florecer el desierto de la tierra, y la establecieron de nuevo como el hogar nacional del pueblo judío".
Los principios fundamentales sobre los cuales Berenson ideó su versión de la Declaración de la Independencia de Israel fueron los del sionismo laborista del Yishuv en 1948 y de la Resolución 181 de la ONU. Previo a esta resolución, las Naciones Unidas tuvieron que incluir la situación de Palestina en la Asamblea General en febrero de 1947 cuando Gran Bretaña anunció que no podía hacer frente a los intereses de los árabes y los judíos. Las Naciones Unidas, a partir de este suceso, comenzaron a tener una doble obligación con la situación de Palestina. Tenían que, por un lado, compensar la deuda histórica que existía con la población judía y, por otro lado, buscar una salida a la “cuestión judía” que no significara una amenaza permanente de guerra civil.
En este sentido, otro objetivo que Berenson argumenta es que el estado debe defender el conjunto de principios consagrados en la Carta de las Naciones Unidas. De hecho, los principios del estado debían ser -para Berenson- la verdad, la paz y la justicia, tanto en el espíritu de los profetas como de acuerdo con los principios de la Carta de las Naciones Unidas. Berenson imaginó que con esto lograría que el Estado ganara apoyo y legitimidad internacional. Y, de hecho, la Resolución 181 de la ONU, en cuyos términos se estaba creando el estado judío según Berenson, exigía explícitamente que el nuevo estado se atuviera a los principios de la Carta de las Naciones Unidas.
Otro elemento destacable e innovador del texto de Berenson es su adición de la palabra “democracia” en la descripción de la independencia israelí. El sentido de derechos y obligaciones que emanan de la Carta de las Naciones Unidas se había asociado durante la Segunda Guerra Mundial con una sola palabra: democracia. Era común, al menos en los Estados Unidos y el Reino Unido, referirse a la Segunda Guerra Mundial como una batalla entre la democracia y el fascismo o el totalitarismo. Los países libres – Estados Unidos, el Reino Unido y su Commonwealth, e incluso los países invadidos como Francia – eran democracias. A partir de estas circunstancias, la decisión de Berenson de caracterizar al nuevo estado como democracia resulta comprensible: era claro que, en el contexto del nacimiento Israel, la democracia se estaba convirtiendo esencialmente en la única forma en que los líderes políticos podían ser entendidos como legítimos.
Por último, basándose en la historia del pensamiento sionista, Berenson enfatizó la importancia de remediar los pesares que devinieron del exilio como otro objetivo sustantivo del estado. Después de la caída de régimen nazi, Europa seguía contando con muchísimos refugiados judíos, personas que no podían o no querían regresar a sus lugares de residencia. Solo una restauración de la autogobernanza nacional, en su opinión, haría que el pueblo judío reencontrase la paz. La reunificación de los exiliados sería el medio para poner fin a la devastación multifacética causada por la tragedia del nazismo. De todos modos, a diferencia del borrador de Beham y los borradores finales de la Declaración, el texto de Berenson no menciona explícitamente la Shoá.

### Modificaciones futuras al borrador de Berenson
El borrador de Berenson pasó por varias modificaciones hasta lograr el acta final. En cuanto a los cambios más significativos, se puede mencionar el debate en torno a las palabras con confianza en la roca de Israel: algunos (Sr. Moshe Shapira, rabino Fishman) pidieron eliminar cualquier formulación que involucrara elementos religiosos, mientras que otros (Sr. Tzizling) pedían la supervisión divina. Finalmente, en el documento final se encuentra la siguiente frase: con confianza en la Roca de Israel, nosotros firmamos con nuestra firma como testimonio de esta declaración, en la sesión del Consejo del Estado provisional, en la tierra natal, en la ciudad de Tel Aviv, en este día, víspera del Shabat, el 5 de Iyar de 5708. La Roca de Israel hacía referencia a Dios como refugio de Israel (versículo de Salmos 18:2). Por otro lado, el documento final de la Declaración de Independencia carece de una declaración explícita sobre su carácter democrático: se establecía que las nuevas instituciones de gobierno serían temporales y funcionarían hasta que se formara un gobierno elegido en base a una constitución que sería determinada por la asamblea constituyente en octubre de 1948. Otro cambio central estuvo relacionado con la frase fronteras del estado. Mientras que en la propuesta de Zvi se establecía que las fronteras del estado en formación serían las fronteras afirmadas por la decisión de la Asamblea de las Naciones Unidas, en el documento final se omitió esta mención.

## Últimos años de su vida
Luego de su jubilación, Zvi Berenson estableció y fue presidente de una Asociación de Jubilados a nivel nacional. Colaboró con la sección de jubilados que existía en el Consejo de Trabajadores de Tel Aviv. Además, como parte de esa asociación, creó un comité nacional que se encargaba de proteger la pensión estatal para que no se le impusiera ningún impuesto sobre la renta. Esta asociación abarcaba a todos los jubilados del país y actuaba en nombre de todos ellos. Otro logro de la asociación fue la reducción significativa en el pago del impuesto municipal para los jubilados. También se crearon organismos para atender las necesidades culturales y sociales de los jubilados. Renunció a la presidencia de la organización el 22 de julio de 1998 debido a la falta de un progreso significativo en los asunto de los jubilados en los diferentes campos en los que la Asociación había actuado. En su carta de despedida anunció la falta de acciones y logros, si bien aceptó la cantidad de conferencias, reuniones, discusiones y debate.
Se desempeñó como Presidente de la Junta de Arbitraje del Sector Público durante 17 años hasta 1994.  Murió en 2001 a los 93 años en Tel Aviv.